# Répit (déesse)
Pour les articles homonymes, voir Répit.
Répit (ou Renpet) est la déesse égyptienne qu'on représente en femme qui a une longue pousse de palmier recourbée sur la tête et est la déesse de l'année, du renouveau, et aux époques tardives de la jeunesse qu'on nomme « déesse de l'Éternité » et dame du temps.
Elle est parfois assimilée à Apérètisèt.